# Borówek (województwo dolnośląskie)
Borówek – wieś w Polsce położona w województwie dolnośląskim, w powiecie trzebnickim, w gminie Prusice.
Przez miejscowość przebiega droga wojewódzka nr 342.
W latach 1975–1998 miejscowość administracyjnie należała do województwa dolnośląskiego.